# Informatorium školy mateřské

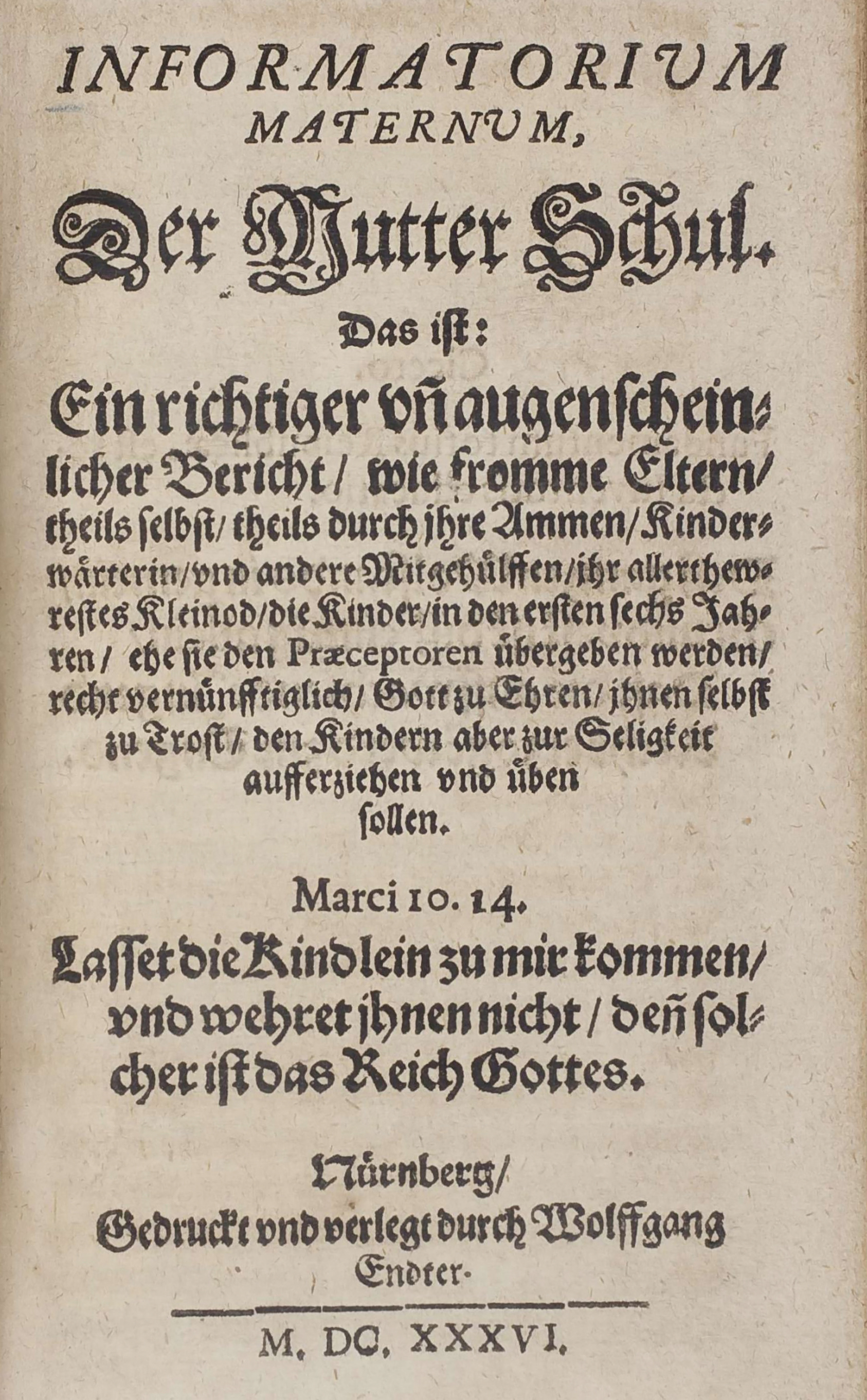
Titelblatt der deutschen Ausgabe von 1636

Informatorium školy mateřské (deutsch: Informatorium (Erzieheranleitung) der Mutterschule) ist ein Ratgeber für Eltern und Erzieher, den Johann Amos Comenius in den Jahren 1630–1632 im Exil im polnischen Leszno geschrieben hat. Es ist die erste systematische Abhandlung über die Erziehung von Kindern im Vorschulalter überhaupt. Comenius hat diese ursprünglich in tschechischer Sprache geschrieben. Sie sollte Teil eines (unvollendeten) umfassenden pädagogischen Werkes zur Reform des tschechischen Schulwesens sein, nach der Rückkehr der im Exil lebenden Tschechen in ihre Heimat.
Der Titel der deutschen Ausgabe von 1636 lautet: „Informatorium maternum, der Mutterschul. Das ist ein richtiger und augenscheinlicher Bericht, wie fromme Eltern teils selbst, teils durch ihre Ammen, Kinderwärterin und andere Mitgehilfen ihr allerteuerstes Kleinod, die Kinder, in den ersten sechs Jahren, ehe sie den Präzeptoren übergeben werden, recht vernünftiglich, Gott zu Ehren, ihnen selbst zu Trost, den Kindern aber zur Seligkeit auferziehen und üben sollen.“

## Veröffentlichungen
Comenius selbst hat im Jahr 1633 seine Schrift in die deutsche Sprache übersetzt, nachdem sich die Hoffnungen auf eine Rückkehr in die Heimat zerschlagen haben. Unter dem Titel Informatorium maternum, der Mutterschul wurde sie 1633 in Leszno und 1636 in Nürnberg gedruckt. Bald darauf folgten Ausgaben in Polnisch (Toruń 1636, nicht erhalten) und in Schwedisch (Stockholm 1642). Eine englische Ausgabe wurde 1641 vorbereitet, ihr Druck kann aber nicht nachgewiesen werden. Die älteste erhaltene englische Ausgabe, School of infancy, wurde in London im Jahr 1858 gedruckt. Eine lateinische Ausgabe, Schola infantiae, hat Comenius 1653 in Sárospatak vorbereitet, sie wurde 1657 in Amsterdam gedruckt. Die tschechische Handschrift wurde erst 1856 in Leszno von Anton Gindely entdeckt und 1858 in Prag gedruckt.

## Inhalt
Comenius gilt als Begründer der europäischen vorschulischen Erziehung. In seinem Informatorium der Mutterschul legte er als Erster ein „wissenschaftlich begründetes Konzept“ für eine „allseitige Förderung des Kindes“ vor. Das Werk bietet in 12 Kapiteln eine Anleitung zur Erziehung von Kindern bis zum Alter von 6 Jahren. Die Erziehung soll eine besondere Rücksicht auf den kindlichen Entwicklungsstand und Fähigkeiten nehmen, sie soll ihre Verspieltheit und ihre natürliche Neugier berücksichtigen. Comenius betont, wie wertvoll Kinder sind, und mahnt die Eltern, sich von Anfang an sorgfältig um ihre Entwicklung und Förderung zu kümmern. In der Überschrift zum ersten Kapitel heißt es: „Die Kinder sind Gottes teuerste Gabe und edelstes Kleinod, Hochhaltens und fleißigen Verwahrens wohl wert“.
Die Eltern und Erzieher sollen sorgsam mit ihnen umgehen: „darum, dass ihr Leib zart, die Beinlein weich, die Adern schwach, und alles noch kraftlos ist. Sollen derowegen, wenn man sie in die Hände nimmt, aufhebet, niederleget, träget, einwindelt, wieget, wohl in acht genommen werden, damit ihnen nicht mit unvorsichtigem Binden, Legen, Heben, Anstoßen oder Fallen irgendeine Gliedmaß verrenket oder zerbrochen werde, und also nicht lahm, taub, blind werden. Ein Kind ist ein teures Kleinod, ja über alles Gold hoch zu achten, aber ungewisser als je ein Glas, welches leicht zerbrochen oder verletzet werden kann, dass darauf ein unverwindlicher Schaden erfolget.“
Das Buch enthält eine Fülle von Regeln für die Kinderpflege und Kindererziehung, Ratschläge für die richtige Ernährung und Kleidung, für altersgerechte Spiele und Beschäftigung. Es bringt Kinderlieder und Kindergebete, erörtert Fragen der Spracherziehung und die Anfänge der ethischen und religiösen Bildung. Die Mutter soll, wenn es gesundheitlich möglich ist, ihr Kind immer selber stillen. Comenius kritisiert scharf die Sitte, Kinder einer Fremdamme zu überlassen. Die Schwangeren werden auch ermahnt, auf eine gesunde Lebensweise achten, damit ihr Kind keinen Schaden nimmt (Kap. 5, Nr. 3).
Die Mutterschul ist der erste Teil eines umfassenden Bildungskonzeptes, das Comenius im Vorwort An den christlichen Leser erläutert und in seiner Didactica magna in Kap. 27 ausführlicher beschreibt. Comenius unterscheidet bei der Erziehung und Bildung vier Altersstufen, für jede Stufe fordert er eine besondere Schule mit sechsjähriger Dauer. Die erste Stufe ist die Kindheit vom 1. bis zum 6. Lebensjahr, ihre Schule ist die Mutterschule. Es folgen die allgemeine Volksschule (Muttersprachenschule) bis zum 12. Lebensjahr, die Lateinschule (Gymnasium) bis zum 18. Lebensjahr und die Universität bis zum 24. Lebensjahr. Die Mutterschul bildet die Grundlage und ist eine Vorbereitung für die folgenden Schulen.